# Poros
Poros (grčki: 'Πόρος) je jedan od Saronskih otoka u Egejskom moru u središnjoj Grčkoj. Otok upravno pripada prefekturi Pirej i Periferiji Atika, kao jedna od općina. Sjedište općine i najveće naselje na otoku je istoimeni gradić Poros na sjeveroistočnoj strani otoka.

## Prirodni uvjeti
Poros je smješten u jugozapadno od Atene (oko 50 km zračno). Iako je jedan od Saronskih otoka, Poros nije u Saronskom zaljevu, već nešto južnije, blizu Argoliskog zaljeva. Peloponez je najbliže kopno na oko 5 kilometara. Otok je slabo razvedene obale s nekoliko malih zaljeva sa skrivenim plažama. Poros je brdoviti otok.
Klima na Porosu je sredozemna. I zelenilo je znakovito za ovu klimu. Zahvaljujući plodnom zemljištu ono je nešto bujnije u odnosu na klimatske uvjete. Zbog toga na otoku postoje značajne šume bora u središnjem i južnom dijelu. Ostali dio otoka je pod žbunjem, pa Poros nije ogolio kao mnogi drugi otoci u Grčkoj.

## Povijest
Poros je jako rano naseljen, već u doba rane prapovijesti. U doba Mikenske civilizacije Poros je bio "živi" otok za ovaj dio Grčke. Antička Atena bila je tokom starogrčkog razdoblja gospodar nad ovim malim otokom. Stoga je kasnija povijest vezana je za povijest Atene. U vrijeme ranog Bizanta česti napadi gusara doveli su novog nazadovanja otoka. Poslije osvajanja Carigrada od strane Križara 1204. godine. Poros je bio pod vlašću Zapada sve do 16. stoljeća. Tada otok osvajaju Turci i pod njima ostaje stoljećima uz kratku vlast Mlečana krajem 17. stoljeća.
Novi procvat Porosa događa se obrazovanjem suvremene Grčke 1830. godine i poslije desetogodipnjeg ratovanja s Turcima, kada su stanovnici Porosa bili iznimno uključeni u Grčki ustanak. Proglašavanjem obližnje Atene za novu prijestonicu Poros se počinje razvijati, ali to ipak nije spriječilo iseljavanje mnogobrojnog stanovništva s otoka. Poslije Drugog svjetskog rata razvojem i prenaseljavanjem ne tako daleke Atene otok postaje mjesto vikend turizma Atenjana, što je dalo novi poticaj za razvoj.

## Stanovništvo
Po popisu iz 2001. godine na otoku živi preko 4.000 stanovnika. Gotovo cjelokupno stanovništvo su Grci. Posljednjih popisa kretanje stanovništva u općini Poros (koja obuhvaća i jedno naselje na Peloponezu) bilo je:
- 1991. godine - 3,570 st/km²
- 2001. godine - 4,348 st/km²

Gotovo svi stanovnici općine (oko 94%) žive u gradu Porosu. Grad Poros je dobro očuvan gradić s lijepom starom jezgrom, koji se smjestio na brdu na kraju zaljeva.

## Gospodarstvo
Poljoprivreda i pomorstvo su tradicionalna zanimanja otočkog stanovništva Porosa, pogotovo uzgajanje vinove loze i masline. Danas je ona u sjeni vikend turizma. U prilog turizmu ide i dobra prometna povezanost otoka s obližnjom Atenom. Otok je najčešće odredište Atenjana u slobodno vrijeme, pa je prepun taverni, pansiona, diskoteka i drugih sadržaja namijenjenih zabavi. Prednost otoka je i zabrana velikih motornih vozila (izuzev javnog prijevoza), što je uskladu s uskim ulicama naselja i razdaljinama koje se mogu propješačiti.

## Vanjske poveznice
- službena stranica (engl.)/(grč.)